# Dieudonné Mouton
Dieudonné Joseph Cisi Mouton (Luik, 10 december 1829 - 17 september 1882) was een Belgisch volksvertegenwoordiger.

## Levensloop
Mouton was een zoon van Jacques Mouton en van Françoise Chesnay. Hij bleef vrijgezel.
Gepromoveerd tot doctor in de rechten (mei 1852) en doctor in de politieke en administratieve wetenschappen (september 1852), beide aan de Universiteit van Luik, vestigde hij zich als advocaat (1852-1871) aan de balie van Luik.
Van 1859 tot 1861 was hij gemeenteraadslid van Luik.
In 1860 werd hij liberaal volksvertegenwoordiger voor het arrondissement Luik en vervulde dit mandaat tot aan zijn dood.